# Izospin
A részecskefizikában és a magfizikában az izospin (izotópspin, izobárspin) az erős kölcsönhatás szimmetriája, a proton és neutron kölcsönhatásaiból ered a felismerése. Az izospin-szimmetria az ízszimmetria részszimmetriája, ez utóbbit a hadronok (mezonok és barionok) kölcsönhatásaiban figyelhetjük meg. Az izospin szimmetria ma is fontos fogalma a fizikának, ennek tüzetes vizsgálata vezetett történelmileg a kvarkok felfedezéséhez és megértéséhez, valamint a Yang-Mills-elméletek kifejlődéséhez.

## A szimmetria
Az izospint Werner Heisenberg vezette be 1932-ben, hogy megmagyarázzon számos egymással kapcsolatban lévő szimmetriát:
- A neutron és a proton tömege közel azonos (majdnem „degeneráltak”), mintha egy nukleon nevű részecske két állapota lennének. Bár a proton töltése pozitív, a neutron pedig semleges, minden más szempontból nagyon hasonlítanak egymásra.
- Az erős kölcsönhatás erőssége bármilyen nukleonpár között ugyanaz, függetlenül attól, hogy neutron(ok)ról vagy proton(ok)ról van-e szó.
- A pionok – amelyek akkori elképzelés szerint az erős kölcsönhatást közvetítik – tömege ugyanaz. Pontosabban a töltött pionoké pontosan ugyanaz, míg a semleges pionéval majdnem megegyező a tömegük.

A kvantummechanikában, amikor a Hamilton-függvény (vagy a leírásban vele ekvivalens módon használható Lagrange-függvény) valamilyen szimmetriát mutat, akkor a szimmetria úgy nyilvánul meg sajátállapotok egy halmazán keresztül, hogy azok (majdnem) ugyanazzal az energiával rendelkeznek, azaz degeneráltak. A részecskefizikában a tömeggel ekvivalens fogalom (mivel E=mc²), ezért a proton és neutron közelítő tömeg-degenerációja az erős kölcsönhatás Hamilton-függvényének egy szimmetriájára utal. A neutron kicsit nagyobb tömegű, mint a proton, azaz a szimmetria nem egzakt. A proton töltött, a neutron nem. Mindenesetre itt, ahogy általában a kvantummechanikában, egy szimmetria lehet tökéletlen más erők jelenlétében, aminek perturbációi az állapotok közötti kis különbségekhez vezethetnek. Jelen esetben az elektromágneses kölcsönhatás ez a perturbáció, aminek nem szimmetriája az izospin.

## SU(2)
Heisenberg hozzájárulása volt észrevenni, hogy ezen szimmetria matematikai megfogalmazása bizonyos szempontból hasonló a spinéhez, amiből az „izospin” elnevezés származik. Precízebben mondva az izospin szimmetria az erős kölcsönhatás Hamilton-függvényének az SU(2) Lie-csoport transzformációival szembeni invarianciából származik. A neutron és a proton egy SU(2)-dublettbe vannak besorolva, ami a spin-1/2 vagy ala pvető ábrázolása az SU(2)-nek. A pionok egy tripletthez, az SU(2) adjungált ábrázolásához tartoznak.
Csakúgy mint a spint, az izospint is két számmal írhatjuk le, az I a teljes izospinnel, és az I3 izospinkomponenssel, amit egy kiválasztott irányban veszünk az izospintérben. A proton és a neutron esetén egyaránt I=1/2, mivel mindketten – történetesen ugyanazon – dubletthez tartoznak. A protonra I3=+1/2 ('izospin-fel') a neutronra pedig I3=‒1/2 ('izospin-le'). A pionok esetén, tripletthez tartozván, I=1, és a π+, π0, π‒-ra rendre I3=+1, 0, ‒1.

## Yang és Mills
Az izospin szimmetria központi szerepet játszott a Yang-Mills-elmélet első megfogalmazásában. A pionok voltak a javasolt SU(2)-mértékbozonjai. Bár ma már tudjuk, hogy az izospin nem egy mértékszimmetria, a kezdeti félreértés történelmileg fontos volt a mértékinvariancia gondolatának fejlődésében.

## Az ízzel való kapcsolata
A nagyszámú hadron, mezon és barion felfedezése, majd tanulmányozása világossá tette, hogy az izospin szimmetria kiszélesíthető egy nagyobb szimmetriacsoportra, amit ma ízszimmetriának hívunk. Amikor a kaont és sajátos tulajdonságát a ritkaságot jobban megértették, rájöttek, hogy ezek egy általánosabb szimmetriához tartoznak, aminek az izospin-szimmetria egy alcsoportja. A nagyobb szimmetriát Murray Gell-Mann nyolcas útnak nevezte, amely az SU(3) csoport adjungált ábrázolásának felel meg. Ez vezette Gell-Mannt a kvarkok feltételezéséhez, amik az SU(3) alapvető ábrázolásához – az antikvarkok pedig ennek konjugáltjához – tartoznak, a mezonok és barionok pedig a magasabb dimenziójú ábrázolásokhoz. Röviden, váratlanul a Lie-csoportok Lie-algebrája bizonyult a fizikai valóság leírójának.
A J/ψ mezon és a báj (c-kvark) felfedezése az ízszimmetria SU(4)-re, az Ύ-mezon („üpszilon”) felfedezése a hozzá tartozó b-kvarkkal és a feltételezett további t-kvarkkal együtt pedig SU(6)-ra való bővítéséhez vezetett. Az izospinszimmetria ennek csak egy kis sarka. Erős elméleti érvek szólnak a mellett, hogy a dolog itt végetér, nincsenek további kvarkok.

## A kvarkok izospin szimmetriája
A standard modell a proton és neutron izospin-szimmetriáját újraértelmezi az u és d kvark izospin-szimmetriájaként. Technikailag a nukleon dublett egy kvark (azaz dublett) és egy kvarkpár (szingulett állapotban) szorzata. Azaz a proton hullámfüggvénye kvarkíz-sajátállapotokkal kifejezve:
{\displaystyle \vert p\rangle =\vert u\rangle {\frac {1}{\sqrt {2}}}\left(\vert ud\rangle +\vert du\rangle \right)+{\mbox{perm.}}}
a neutroné pedig:
{\displaystyle \vert n\rangle =\vert d\rangle {\frac {1}{\sqrt {2}}}\left(\vert ud\rangle +\vert du\rangle \right)+{\mbox{perm.}}}
ahol perm permutációt jelent. Itt {\displaystyle \vert u\rangle } az up kvark íz-sajátállapota, és {\displaystyle \vert d\rangle } a down kvarké. Bár a fenti a technikailag korrekt leírása a protonnak és neutronnak a kvark-sajátállapotok nyelvén, ez többnyire leegyszerűsített formában jelenik meg, mint uud és udd.
Hasonlóan a pionok izospin szimmetriájának kifejezése:
{\displaystyle \vert \pi ^{+}\rangle =\vert u{\overline {d}}\rangle }
{\displaystyle \vert \pi ^{0}\rangle ={\frac {1}{\sqrt {2}}}\left(\vert u{\overline {u}}\rangle -\vert d{\overline {d}}\rangle \right)}
{\displaystyle \vert \pi ^{-}\rangle =\vert d{\overline {u}}\rangle }
A felülhúzás szokásosan az SU(2) komplex konjugált ábrázolását, azaz az antikvarkot jelöli.

## Gyenge izospin
A kvarkok "érzik" a gyenge kölcsönhatást is, mindazonáltal az erős kölcsönhatás tömeg-sajátállapotai nem ugyanazok, mint a gyenge kölcsönhatáséi. Így az u és d kvarkok, amikor gyengén hatnak kölcsön, nem ugyanazok, mint az erősen kölcsönható u és d kvarkok. A kettő között egy koordináta forgatás a különbség, aminek a mértéke a Cabibbo-szög vagy általánosabban, az 's' kvarkot is figyelembe véve a Cabibbo–Kobajasi–Maszkava-mátrix.